# Trans-Siberian Orchestra
Trans-Siberian Orchestra és un grup de rock amb orquestra fundat per Paul O'Neill, Robert Kinkel i Jon Oliva el 1996.

## Història
Trans-Siberian Orchestra va ser fundat el 1996 a la ciutat de Nova York pels compositors Paul O'Neill, Robert Kinkel i el cantant del grup Savatage, Jon Oliva.
O'Neill havia estat el productor d'algunes bandes de rock, com per exemple Aerosmith, Humble Pie i Scorpions. Més tard va produir i compondre per a Savatage, on va començar a treballar amb Kinkel i Oliva. El concepte de tocar Nadales en estil Opera Rock no va ser ben rebut per la indústria, tot i així ràpidament va ser un èxit.
Per les gravacions d'estudi, Trans-Siberian Orchestra va utilitzar una orquestra de 60 instruments i un cor. Durant els concerts del 2004 participaven 14 cantants, 14 musics i 2 narradors.
El seu àlbum de debut va ser "Christmas Eve and Other Stories" publicat el 1996, que va ser un gran èxit de vendes. El 1998 van publicar "The Christmas Attic" que continuava amb la temàtica Nadalenca. El 2000, van publicar el primer àlbum que no tenia relació amb temes Nadalencs, anomenat "Beethoven's Last Night". "Beethoven's Last Night" és un àlbum conceptual sobre l'última nit de Ludwig van Beethoven a la terra, durant la qual coneix a Mephistopheles.
Després d'uns quants anys de concerts, tornen a l'estudi per gravar un altre àlbum, així el 2004 apareix "The Lost Christmas Eve". Més tard es publica "The Christmas Trilogy", que conté els 3 àlbums de temàtica Nadalenca i un DVD.
L'octubre de 2009 van publicar el seu darrer àlbum d'estudi, doble, de temàtica no Nadalenca, anomentat "Nightcastle".

## Discografia
- Christmas Eve and Other Stories (1996)
- The Christmas Attic (1998)
- Beethoven's Last Night (2000)
- The Lost Christmas Eve (2004)
- The Christmas Trilogy (2004) (Els 3 CD's Nadalencs i un DVD)
- Nightcastle (2009)
- Letters from the Labyrinth (2015)
- The Ghosts of Christmas Eve (2016) (banda sonora)

## Membres
- Paul O'Neill - Compositor
- Robert Kinkel - Compositor i Teclats
- Jon Oliva - Compositor
- Steve Broderick - Cantant
- Chris Caffery - Guitarra
- Jennifer Cella - Cantant
- Angus Clark - Guitarra
- Tommy Farese - Cantant
- Tony Gaynor - Narrador
- Carmine Giglio - Teclats
- Jill Gioia - Cantant
- Kristin Gorman - Cantant
- Bryan Hicks - Narrador
- Mee Eun Kim - Teclats
- Bob Kinkel - Teclats
- Danielle Landherr - Cantant
- Michael Lanning - Cantant
- Guy LeMonnier - Cantant
- James Lewis - Cantant
- Tany Ling - Cantant
- Stephanie Linn - Cantant
- Jane Mangini - Teclats
- John Lee Middleton - Baix
- John O. Reilly - Bateria
- Anna Phoebe - String Mistress
- Jay Pierce - Cantant
- Al Pitrelli - Guitarra
- Jeff Plate - Bateria
- Bart Shatto - Cantant
- Peter Shaw - Cantant
- Alex Skolnick - Guitarra
- Mark Wood - String Master
- Dave Z - Baix